# Vaishya
Cette page contient des caractères spéciaux ou non latins. S’ils s’affichent mal (▯, ?, etc.), consultez la page d’aide Unicode.
Selon le système de castes en Inde, les vaishya ou vaiśya (वैश्य, lié au clan, aussi - ârya) sont les membres du troisième (après les brahmanes et les kshatriyas et avant les shudras) des quatre varnas (varṇa, वर्ण, « couleur »). Elle se compose d'artisans, commerçants, hommes d'affaires, agriculteurs et bergers.
Les quatre varnas (parfois assimilés à des castes, ce qui est réducteur) se divisent en 4000 ou 5000 jatis (communautés de référence).

## Rôle traditionnel
Les textes sacrés hindous attribuent aux vaishyas les activités d'élevage et d'agriculture. Cependant, une diversification des activités s'opère : des vaishyas deviennent propriétaires terriens, prêteurs ou commerçants. Dans une perspective liée au système de castes, il incombe aux vaishyas de nourrir les classes supérieures, eux étant inférieurs. Comme les Brahmanes et les Kshatriyas, les Vaishyas revendiquent le statut de "djiva" (deux fois nés, après une naissance spirituelle), obtenu grâce à un sacrement d'initiation. Les marchands indiens diffusèrent la culture indienne dans des régions allant jusqu'en Asie du Sud Est.
Historiquement, le rôle des vaishyas ne se limite pas aux métiers cités au-dessus : par exemple, selon l'historien R.S.Sharma, l'Empire Gupta est une dynastie de vaishyas, qui "a pu apparaître comme une réaction contre des dirigeants oppressifs".

## Communautés modernes
Le varna vaishya se divise en jatis (que l'on pourrait appeler "sous-caste"). Il comprend ainsi (liste non-exhaustive) : les Agrahari, les Sunar, les Agrawal, les Baranwal (en), les Kasuashan, les Khandelwal (en), les Kongu Vallalar, les Lohana, les Maheshwari (en), les Oswals, les Komati et les Vaishya Vani (en) de Konkan et de Goa.